# Garage Museum of Contemporary Art
Il Garage Museum of Contemporary Art, chiamato anche semplicemente The Garage Museum, è una galleria d'arte finanziata privatamente situata a Mosca. Fondato da Daša Žukova e Roman Abramovič come Garage Center for Contemporary Culture nel 2008, è stato ribattezzato con l'attuale nome il 1º maggio 2014. Dal giugno 2015 il museo è situato all'interno di un edificio progettato dall'architetto olandese Rem Koolhaas.
Oltre a fornire collezioni e mostre sia permanenti che temporanee, il museo funziona anche come centro di ricerca. Ha una collezione di archivi relativi all'arte contemporanea russa degli anni cinquanta.